# Joachim John Monteiro
Pour les articles homonymes, voir Monteiro (homonymie).
Joachim John Monteiro, né en 1833 à Brunswick Villas (Londres) et mort le 6 janvier 1878 à Maputo (à l'époque Lourenco Marques) au Mozambique, est un ingénieur des mines et explorateur britannique.

## Biographie
Formé à la Royal School of Mines, Monteiro travaille d'abord comme métallurgiste de 1854 à 1856. La Royal School of Mines l'engage en 1858 pour une mission dans l'ouest de l'Afrique avec pour but de superviser les entreprises minières dans les gisements de malachite de Bembe, en Angola, ainsi que l'extraction du cuivre. Il y devient l'ami de David Livingstone et travaille avec lui à l'abolition de l'esclavage (1860).
Membre correspondant de la Société de zoologie, il échange des lettres avec Charles Darwin. Il explore toute l'Angola en faisant des observations et des enregistrements sur les plantes, les oiseaux et les animaux. Il envoie des spécimens de plantes qu'il récolte à Baía de Namibe (en) à Kew Gardens,.
A Bembe, il découvre que les fibres du baobab peuvent être utilisées pour fabriquer du papier. Il s'installe ensuite sur la côte d'Ambriz où il tente de créer une entreprise de fabrication de papier.
On lui doit un récit de ses explorations : Angola and the river Congo, publié en 1875.
A Lourenco Marques (Maputo), il travaille ensuite comme agent de recrutement de main-d'œuvre pour le gouvernement de la colonie du Cap jusqu'à sa mort en 1878. Après sa mort, sa femme Rose Monteiro (en) entreprend de nombreuses études comme naturaliste.
Il ne faut pas confondre Joachim John Monteiro avec un autre explorateur portugais, le capitaine Jose Maria Correa Monteiro qui fit partie d'une expédition militaire dans les territoires de Kazembé en 1831-1832 avec le major Antonio Candido Pedroso Gamitto et qui avait déjà en 1806, en suivant l'itinéraire de Francisco José de Lacerda e Almeida, remonté le Zambèze sans parvenir à dépasser Kazembé.